# Francisco Codoñer Pascual
Francisco Codoñer Pascual, conocido también por el pseudónimo artístico de J. Lito (Valencia, 15 de septiembre de 1897 - Barcelona, 18 de noviembre de 1989) fue un músico y compositor español, establecido en Barcelona. Es el autor, entre muchas otras, de la música de la canción "Mi casita de papel" popularizada en los años 40 del siglo pasado en la voz de Jorge Sepúlveda. La letra es de su mujer Mercè Belenguer. Escribió canciones para el cantante Pepe Blanco como Soy postinero y Sombrero en mano.

## Obra musical
Canciones
- 1927. Aromas de Valencia
- 1927. Oro y caireles, pasodoble.
- 1945. Mi casita de papel, canción del oeste.
- 1949. Sombrero en mano, pasodoble español.
- 1949. Calle Ervira, pasdoble. Letra de H. Montes.
- 1950. Ay Pocholo, samba.
- 1951. Aurora, vals canción mexicana. Letra de M. Godoy.
- 1955. Soy postinero, pasodoble.
- Amor que vienes cantando, pasodoble-jota.
- Despierta, fox-trot.
- En las fraguas, fox-trot gitano.
- La mujer manda, shimmy-blues. Letra de M. Godoy.
- ¡No hay plazo!, cuplé. Letra de Nik. Música en colaboración con Felip Caparrós.
- Quiero olvidar, tango milonga. Letra de H. Montes
- Tomás, quiero ser mamá, charleston. Letra de M. Godoy.
- Junto a la orilla del río, marchiña.

Espectáculos
- 1925. Luz en las sombras. Revista cómico-lírico-fantástica en 2 actos y 12 cuadros. Letra de R. Acedo. Teatro Bosque de Barcelona.
- 1954. Me debes un beso. Libreto de Ramon Perelló y de Pere Labrés. Teatro Poliorama.
- 1955. Dos amores vienen cantando. Libreto de Blanca Flores y Pere Llabrés. Teatro Poliorama.